# Cserépy László
Cserépy László (teljes nevén: Cserépy László Ferenc József) (Budapest, 1907. december 29. – Toronto, 1956. augusztus 1.) magyar színész, filmrendező, forgatókönyvíró.

## Életpályája
Budapesten született Cserépy István Imre és Koch Rozina Janka (1884–1955) gyermekeként. 1926–1929 között a Színház- és Filmművészeti Főiskola színész szakán tanult. 1929–1932 között a Nemzeti Színház tagja volt. Az 1930-as években kisfilmekkel mutatkozott be. 1938-ban Budapesten házasságot kötött dr. alistáli Laky Elemér és Schmidt Mária lányával, Zsuzsannával. 1940-ben áttért a játékfilmrendezésre. 1945-ben elhagyta Magyarországot.

## Színházi szerepei
- William Shakespeare: A windsori víg nők....Nym
- Szép Ernő: Azra....Szálim főfőeunuch
- Herczeg Ferenc: Szendrey Júlia....Balázs Sándor

## Filmjei

### Filmrendezőként
- Magyar textilipar (1938) (forgatókönyvíró is)
- Észak felé! (1938)
- Szent István, a magyarok első királya (1938)
- A Felvidék és Kárpátalja visszacsatolása (1938-1939; Nagy Lászlóval)
- Miből élünk? (1939)
- Beszélő kövek (1939)
- Kincses Felvidék (1939)
- Felvidéki levél (1939)
- Autóval Kárpátalján (1939)
- Megindul az erdő (1939)
- Cserebere (1940) (forgatókönyvíró is)
- A tej élet, erő, egészség (1940)
- Halló, halló! (1940)
- Megjött a posta (1940)
- Bölcsőtől az iskoláig (1940)
- Magyarország műemlékei (1940)
- Porcelán (1940)
- Film a filmről (1941)
- Fehér veszedelem (1941)
- Árnyékban (1941)
- A harmincadik (1942; Kerecsendi Kiss Mártonnal) (forgatókönyvíró is)
- Lelki klinika (1942) (forgatókönyvíró és vágó is)
- A kétezerpengős férfi (1942)
- Éjfélre kiderül (1942)
- Estélyi ruha kötelező (1942; Horváth Árpáddal)
- Orient Express (1943)
- Féltékenység (1943)
- Kettesben (1943)
- Aranypáva (1943)
- A látszat csal (1943)
- Az első (1944; Kerecsendi Kiss Mártonnal)[3] (forgatókönyvíró is)

### Forgatókönyvíróként
- Kelet felé (1940)
- Varázsos vizek városa (1940)
- A 28-as (1943; Apáthi Imrével)

### Filmvágóként
- Földindulás (1939)
- Hazafelé (1940)
- Szeressük egymást (1941)